# Gesine Schröder (Musiktheoretikerin)
Gesine Catharina Magdalene Schröder (* 1957 in Wilster) ist eine deutsche Musikwissenschaftlerin und Musiktheoretikerin.

## Leben
Gesine Schröder studierte ab 1976 Musikpädagogik, Cello, Tonsatz/Musiktheorie und Gehörbildung mit Improvisation an der Hochschule der Künste Berlin, u. a. bei Christian Möllers und Hartmut Fladt, sowie Germanistik und Musikwissenschaft an der Freien Universität und der Technischen Universität Berlin bei Rudolf Stephan und Carl Dahlhaus. Zwischen 1985 und 1991 war sie als wissenschaftliche Mitarbeiterin und Lehrbeauftragte an der Hochschule der Künste und 1991–1992 an der Hochschule für Musik Hanns Eisler tätig.
Sie promovierte 1990 bei Elmar Budde über Strawinskis instrumentale Schreibweisen um 1920. Für ihre Promotion erhielt sie den Joachim-Tiburtius-Anerkennungspreis.
1992 folgte sie einem Ruf an die Hochschule für Musik und Theater „Felix Mendelssohn Bartholdy“ Leipzig. Seit 2012 lehrt sie außerdem am Institut für Komposition und Elektroakustik der Universität für Musik und darstellende Kunst Wien. Zwischen 2017 und 2020 war sie Part-Time Lecturer am Konservatorium Shanghai und von 2012 bis 2016 Präsidentin der Gesellschaft für Musiktheorie.
Schröder forscht zu Kontrapunkt um 1600, Neuer Musik, Theorie des Rhythmus und des Metrums, Orchestration, Genderfragen, insbesondere Männerchören, sowie der Geschichte der Musiktheorie in osteuropäischen Ländern und China.
Gesine Schröder ist Tochter der Bryologin Wiebke Schröder und Mutter einer Tochter (* 1991) und zweier Söhne (* 1993 und 1996).

## Schriften
- Cadenza und Concerto: Studien zu Igor Strawinskijs Instrumentalismus um 1920. Studio, Köln 1996.

Als Herausgeberin
- mit Werner Grünzweig, Martin Supper: Schnebel 60. Wolke, Hofheim 1990.
- Tempus musicæ – tempus mundi: Untersuchungen zu Seth Calvisius. Olms, Hildesheim 2008.
- Rhythmik und Metrik (= Grundlagen der Musik. Band 6). Laaber, Laaber 2016.
- Johann Nepomuk David. Linien und Unterbrüche (= Schriften – Hochschule für Musik und Theater „Felix Mendelssohn Bartholdy“ Leipzig. Band 11). Olms, Hildesheim 2016 (online, PDF)
- Wanderwege. Musiktheorien und Kompositionslehren in und aus China. ZAEB Sonderedition 2017. Bericht über drei Symposien zu dem Projekt „The Cultural Transfer of Central European Music Theory to China“. In: Zeitschrift ästhetische Bildung. 9/2017 (online)
- mit Annegret Huber, Doris Ingrisch, Therese Kaufmann, Johannes Kretz und Tasos Zembylas: Knowing in Performing. Artistic Research in Music and the Performing Arts. transcript, Bielefeld 2021
- mit Frank Heidlberger, Christoph Wünsch, unter Mitarbeit von Stefan Beyer: Lexikon des Orchesters. Laaber, Lilienthal 2021.